# Lew Prygunow
Lew Gieorgijewicz Prygunow (ros. Лев Гео́ргиевич Прыгуно́в; ur. 29 kwietnia 1939 w Ałmaty) – radziecki aktor filmowy i teatralny. Ludowy Artysta Federacji Rosyjskiej (2013). 
Ukończył studia na wydziale aktorskim leningradzkiego Instytutu Teatralnego. Należy do zespołu moskiewskiego Teatru Aktora Filmowego.

## Wybrana filmografia
- 1962: Przepustka na ląd
- 1966: Mam dwadzieścia lat
- 1975: Wyprawa po złoto
- 1976: Bez ojca
- 1979: Niespodziewany strzał
- 1982: Bez wyraźnych motywów
- 1983: Kocham, czekam. Lena